# Enis Ahmetovic
Enis Ahmetovic, född 26 januari 1992 Sarajevo, Bosnien och Hercegovina, är en svensk fotbollsspelare som spelar för Nyköpings BIS. Han har även spelat för Stallarholmens SK i Svenska Futsalligan.

## Biografi
När Ahmetovic var nio månader gammal flyttade han med sin familj till Sverige. Efter ha flyttat runt i bland annat Katrineholm, Flen och Norrköping, hamnade de till slut i Trosa där Ahmetovic började spela fotboll i Trosa IF.
Som 15-åring värvades han av Nyköpings BIS. Det blev bara en säsong i Nyköping då Ahmetovic började på fotbollsgymnasiet i Norrköping och började samtidigt spela i IFK Norrköping. Han tillhörde a-laget under två säsonger och lånades 2011 ut till IF Sylvia. Han spelade 15 matcher för klubben och blev uttagen i "Morgondagens stjärnor", en match som spelas mellan de största talangerna under 20 år i Division 1.
I mars 2012 värvades Ahmetovic av division 2-klubben Nyköpings BIS. Klubben vann Division 2 Södra Svealand 2012 och efter säsongen förlängde Ahmetovic sitt kontrakt.
I februari 2014 värvades Ahmetovic av Landskrona BoIS, som han skrev på ett tvåårskontrakt med. Landskrona blev nedflyttade ur Superettan 2014 och efter säsongen valde Ahmetovic att lämna klubben. I mars 2015 återvände han till Nyköpings BIS.
I februari 2016 gick Ahmetovic till IK Brage. I november 2016 återvände han till Nyköpings BIS.
I december 2019 värvades Ahmetovic av Umeå FC, där han skrev på ett tvåårskontrakt. Efter säsongen 2020 lämnade Ahmetovic klubben. I december 2020 blev han klar för en återkomst i Nyköpings BIS.

## Karriärstatistik
| Klubb              | Säsong             | Liga                      | Liga    | Liga | Svenska cupen | Svenska cupen | Övrigt  | Övrigt | Totalt  | Totalt |
| Klubb              | Säsong             | Division                  | Matcher | Mål  | Matcher       | Mål           | Matcher | Mål    | Matcher | Mål    |
| ------------------ | ------------------ | ------------------------- | ------- | ---- | ------------- | ------------- | ------- | ------ | ------- | ------ |
| IFK Norrköping     | 2010               | Superettan                | 0       | 0    | 0             | 0             | —       | —      | 0       | 0      |
| IF Sylvia (lån)    | 2011               | Division 1 Södra          | 15      | 0    | 0             | 0             | 2       | 0      | 17      | 0      |
| Nyköpings BIS      | 2012               | Division 2 Södra Svealand | 22      | 1    | 2             | 0             | —       | —      | 24      | 1      |
| Nyköpings BIS      | 2013               | Division 1 Norra          | 18      | 0    | 4             | 0             | —       | —      | 22      | 0      |
| Nyköpings BIS      | Totalt             | Totalt                    | 40      | 1    | 6             | 0             | —       | —      | 46      | 1      |
| Landskrona BoIS    | 2014               | Superettan                | 24      | 0    | 1             | 0             | —       | —      | 25      | 0      |
| Nyköpings BIS      | 2015               | Division 1 Norra          | 20      | 0    | 0             | 0             | —       | —      | 20      | 0      |
| IK Brage           | 2016               | Division 1 Norra          | 21      | 5    | 0             | 0             | —       | —      | 21      | 5      |
| Nyköpings BIS      | 2017               | Division 1 Norra          | 21      | 4    | 3             | 1             | —       | —      | 24      | 5      |
| Nyköpings BIS      | 2018               | Division 1 Norra          | 26      | 3    | 1             | 0             | —       | —      | 27      | 3      |
| Nyköpings BIS      | 2019               | Division 1 Norra          | 17      | 6    | 5             | 0             | —       | —      | 22      | 6      |
| Nyköpings BIS      | Totalt             | Totalt                    | 64      | 13   | 9             | 1             | —       | —      | 73      | 14     |
| Umeå FC            | 2020               | Superettan                | 27      | 3    | 0             | 0             | —       | —      | 27      | 3      |
| Nyköpings BIS      | 2021               | Division 2 Södra Svealand | 26      | 8    | 1             | 0             | —       | —      | 27      | 8      |
| Nyköpings BIS      | 2022               | Division 2 Södra Svealand | 25      | 6    | 1             | 1             | —       | —      | 26      | 7      |
| Nyköpings BIS      | 2023               | Division 2 Södra Svealand | 22      | 10   | 0             | 0             | —       | —      | 22      | 10     |
| Nyköpings BIS      | Totalt             | Totalt                    | 73      | 24   | 2             | 1             | —       | —      | 75      | 25     |
| Totalt i karriären | Totalt i karriären | Totalt i karriären        | 284     | 46   | 18            | 2             | 2       | 0      | 304     | 48     |

1. ↑  Uppflyttningskvalmatcher mot IK Brage.[18][19]